# سكوت تاكر
سكوت تاكر (بالإنجليزية: Scott Tucker) هو سباح أمريكي، ولد في 18 فبراير 1976 في برمنغهام في الولايات المتحدة.

## وصلات خارجية
- سكوت تاكر على موقع الاتحاد الدولي للسباحة (الإنجليزية)
- سكوت تاكر على موقع أوليمبيديا (الإنجليزية)